# Hegekopf
Der Hegekopf ist mit 842,9 m ü. NHN nach dem Langenberg (843,2 m) der zweithöchste Berg im Nordwestteil Deutschlands, im Nordteil von Nordhessen und vor dem Kahlen Asten (841,9 m) auch zweithöchster Berg im Rothaargebirge. Er liegt bei Willingen im Landkreis Waldeck-Frankenberg.

## Geographie

### Lage
Der Hegekopf erhebt sich im Nordostteil des Rothaargebirges unweit der Nahtstelle der Bergregionen Upland und Sauerland. Der Gipfel des bewaldeten Berges liegt etwa 3 km südsüdwestlich des Kernorts von Willingen. Von dort sind es knapp 800 m (jeweils Luftlinie) in Richtung Südwesten bis zur Grenze zu Nordrhein-Westfalen und damit zum Hochsauerlandkreis. Westlich vorbei am Hegekopf fließt die Hoppecke, deren kleiner Zufluss Ruthenaar nordöstlich von ihm entspringt. Südöstlich vorbei am Berg verläuft der kleine Itter-Zufluss Hermeke.
Nachbarberge sind – mit Höhe in Meter (m) über Normalhöhennull (NHN): Ettelsberg (837,7 m) im Nordnordosten, Mühlenkopf (ca. 815 m) im Osten, Hopperkopf (832,3 m; jenseits der Itter) im Süden, Clemensberg (ca. 837 m) im Südsüdwesten, Langenberg (843,2 m; 2,2 km jenseits der Hoppecke) im Westnordwesten und Mittelsberg (801 m) im Nordwesten.

### Naturräumliche Zuordnung
Der Hegekopf gehört in der naturräumlichen Haupteinheitengruppe Süderbergland (Nr. 33), in der Haupteinheit Rothaargebirge (mit Hochsauerland) (333) und in der Untereinheit Winterberger Hochland (333.5) zum Naturraum Langenberg (333.58). Die Landschaft fällt nach Norden in den Naturraum Inneres Upland (333.90) ab, einem Teil der Untereinheit Upland (333.9).